# Dendrolobium olivaceum
Dendrolobium olivaceum là một loài thực vật có hoa trong họ Đậu. Loài này được (Prain) Schindl. miêu tả khoa học đầu tiên.